# Делдуар
Делдуар (бенг. দেলদুয়ার, англ. Delduar) — город в центральной части Бангладеш, административный центр одноимённого подокруга. Площадь города равна 10,08 км². По данным переписи 2001 года, в городе проживало 11 833 человека, из которых мужчины составляли 50,01 %, женщины — соответственно 49,99 %. Уровень грамотности населения составлял 31,7 % (при среднем по Бангладеш показателе 43,1 %). 